# آق‌سرای
آق‌سرای (به ترکی استانبولی: Aksaray) شهری است در کشور ترکیه که در استان آق‌سرای واقع شده‌است. جمعیت این شهر بر اساس سرشماری سال ۲۰۰۸ میلادی ۱۶۱٬۳۲۳ نفر و بر اساس برآوردهای سال ۲۰۰۹ میلادی ۱۷۱٬۴۲۳ نفر می‌باشد.
واژه آق‌سرای به معنای سرای سپید ترکیبی‌است از واژه ترکی آق و واژه فارسی سرای.